# Первый дамский художественный кружок
Первый дамский художественный кружок (1882—1918) — художественное общество. Занималось благотворительностью, проводило выставки, оказывало помощь нуждающимся художникам.

## История
Первый дамский художественный кружок был основан в Санкт-Петербурге в 1882 году. Инициаторами объединения женщин-художниц и любительниц искусства стали художницы П. П. Куриар и А. А. Имеретинская. 26 февраля П. П. Куриар избрали председателем; на первом собрании благотворительного Кружка присутствовали ещё 23 учредительницы.
П. П. Куриар занимала этот пост до 1894 года; её преемником стала А. В. Сабанеева. Правление Кружка собиралось в доме Сабанеевых на Ивановской улице. 
В начале деятельности  Кружок входил в состав «Общества для вспомоществования сиротам и семействам художников, требующим призрения» («Мюссаровские понедельники»), которым руководил Н. В. Исаков. В феврале 1884 года Первый дамский художественный кружок уже вёл дела самостоятельно. В нём состояло около пятидесяти членов.
Министерство внутренних дел 2 марта 1884 года утвердило Устав общества:
«Кружок учреждается в видах художественного развития вообще, а также с целью помогать нуждающимся художникам и их семействам. Для приобретения потребных для означенной цели средств Кружок имеет право:
а) Устраивать еженедельно собрания и художественные вечера, на которых члены Кружка и посетители оного занимаются живописью и скульптурой. Все произведения, в Кружке исполненные, остаются в пользу Кружка,
б) Устраивать выставки, как из указанных в п. а.), так и из пожертвованных произведений, продавать их, или вообще отчуждать другими способами, с соблюдением установленных правил, и вырученные деньги обращать в пользу Кружка,

в) Приглашать лиц, занимающихся искусством в разных его видах, а также и других к пожертвованиям художественными предметами или деньгами».
Устав регулировал состав объединения; оно состояло из почётных и действительных членов. Действительными членами могли быть только дамы-художницы и скульпторы. Ежегодный членский взнос для всех установили в размере десяти рублей; действительные члены каждый год жертвовали один предмет, созданный своим трудом.
Первым дамским художественным кружком руководил Комитет: девять человек, которых избирали сроком на три года. Почетными членами Кружка в разные годы состояли великий князь Владимир Александрович, великие княгини Елизавета Федоровна, Мария Павловна и Ксения Александровна, а также художники И. К. Айвазовский, Е. М. Бём, В. А. Бобров и Л. Ф. Лагорио.
В 1895–1896 годах в Кружке состояли 95 действительных членов, 13 почётных членов и два член-корреспондента.

## Деятельность Кружка
Благотворительность считалась главной задачей Кружка. В благотворительный фонд поступали деньги от регулярно проводимых художественных лотерей, на которых разыгрывались пожертвованные работы, и 5 % суммы, вырученной от продажи картин и других предметов искусства.
В 1898 году император Николай II, императрица Александра Фёдоровна и вдовствующая императрица Мария Фёдоровна назначили Кружку ежегодное пособие.
В честь десятилетия основания кружка (1892) в 8-й Василеостровской гимназии была основана стипендия, на которую должен был воспитываться сын художника. Инициатором стипендии выступила П.П. Куриар. Михаил Зощенко, сын передвижника М. И. Зощенко, будущий писатель-сатирик, получал эту стипендию  в 1906—1907 годах.
П.П. Куриар умерла в 1898 году; в память о ней установили три стипендии её имени. В 1908 г. М. И. Вуич пожертвовала Кружку 2 400 рублей; проценты с этой суммы каждый год  отдавались нуждающимся художникам и их семьям.
1 декабря 1882 г. считается датой начала еженедельных собраний по средам. В них участвовали художники, музыканты, литераторы, ваятели — причём как женщины, так и мужчины. До 1884 г. «среды» проходили в Соляном городке, в помещении «Мюссаровских понедельников». С марта 1884 г. — в Михайловском дворце, а с октября 1894 г. — в помещении Общества поощрения художников на Большой Морской, 38. 
На «средах» рисовали с натуры, читали лекции на популярные темы, устраивали концерты, костюмированные вечера и вечера с «живыми картинами», любительские спектакли. Кружок торжественно отмечал юбилеи своих почётных членов.
11 ноября 1898 г. при Кружке открылась художественная мастерская. В 1911 г. В. П. Шнейдер предложила создать «Школу народного искусства»; в ней обучали вышивке шёлком, бисером, жемчугом, строчке, золотошвейному мастерству, ткацкому и ковровому производству.
Кружок выпустил альбомы картин, написанных на исторические и былинные сюжеты (1901) и сюжеты из жизни Дома Романовых (1907). В них были работы С. М. Зейденберга, Д. Н. Кардовского, Э. Э. Лисснера, Н. С. Самокиша, А. Р. Эберлинга и др.
С 1885 г. ежегодные выставки Первого дамского художественного кружка были приурочены к Пасхе (или Рождеству). Первое время они устраивались во дворце великого князя Николая Николаевича Старшего; в последующие годы выставки проходили в залах Пассажа, доме Армянской церкви и в помещении Общества поощрения художников, а в 1913 г. — на Литейном проспекте, в доме княгини Юсуповой. Члены Императорской семьи тоже были гостями выставок Кружка. 
Экспонировались любительские картины, вышивки, расписные ширмы и другие изделия декоративно-прикладного искусства, созданные петербургскими знатными дамами. В экспозициях были и работы профессиональных художниц; вместе с ними выставлялись работы В. П. Верещагина, И. Е. Репина, И. И. Шишкина, других известных мастеров. Обычно на выставках бывало до сотни экспонентов. В декабре 1893 г. на благотворительный выставке И.К. Айвазовского в Николаевском дворце побывало около 7 тысяч человек. В 1899 годы на счетах Кружка было 11 тысяч рублей.
В феврале 1907 г. залы Пассажа принимали юбилейную выставку.  В честь 25-летия основания Кружка была организована международная художественно-декоративная выставка-продажа картин профессиональных художниц из России, Голландии, Дании, Германии и Швейцарии, изделий народных художественных промыслов. Памяти основательнице и первому председателю Кружка П.П. Куриар был посвящён специальный раздел выставки. 
В 1908 г. Кружок провёл в доме Армянской церкви выставку картин мюнхенских художниц. В 1909 г. император Николай II пожертвовал Кружку землю в районе Гатчины ради постройки приюта для престарелых художников, но этот проект так и остался неосуществлённым.
В 1911—1912 годах члены Кружка побывали на Всероссийском съезде художников. На счетах общества сумма благотворительных пожертвований нуждающимся художникам и их семьям достигла 100 тысяч рублей. 
Во время 1-й Мировой войны (1914—1917) многие действительные и почётные члены Кружка помогали ухаживать за ранеными солдатами. 
Весной 1917 г. Кружок стал членом Союза деятелей искусств.

## Освещение в прессе
Деятельность Первого дамского художественного кружка активно освещалась в прессе; консервативная критика всегда выступала на их стороне. Отношение либералов было неоднозначным. В 1909 году А. Н. Бенуа писал:
«Я много лет не видел произведений наших художественных дам, но нынче решил пойти, чтобы проверить свое отношение. И недаром пошел, ибо впечатление я получил от этой выставки сильное и весьма определенное. Никогда еще тщета всего этого творчества не представлялась мне так ярко и просто. Никогда я не ощущал так сильно грандиозную безнадежность и невинную, но не менее грандиозную зловредность того, что делают наши любезные, прелестные, добрые дамы, воображая, что и они служат искусству».
Вслед за Бенуа заметку «Искусство от безделья» опубликовала газета «Слово».
Перу Ольги Базанкур принадлежали многие благожелательные рецензии на выставки Кружка. Но в рецензии на выставку 1906 года она писала:
«Пользуясь своей принадлежностью к составу членов кружка и тем, что и по уставу, и по естественной неловкости жюри стесняются отказывать знакомым, некоторые экспоненты прислали прямо неслыханные по бездарности и неумелости вещи».

## Прекращение деятельности
Падение Временного правительства в 1917 году повлекло за собой прекращение деятельности многих благотворительных организаций. Первый дамский художественный кружок перестал существовать в 1918 году.